# Messia (Samuel Johnson)
Messia è una composizione poetica di Alexander Pope del 1712 che successivamente Samuel Johnson tradusse in latino nel dicembre 1728.
Questo è il primo componimento poetico di Johnson ad essere pubblicato, composto da 119 versi in lingua latina. La traduzione venne completata in due giorni e venne sottoposta al giudizio di Pope.

## Antefatto
Nel 1728, Johnson fu ammesso al Pembroke College di Oxford, ed ebbe come precettore William Jorden. Durante le prime settimane, a Johnson vennero assegnati diversi argomenti su cui scrivere delle poesie che si rifiutò di completare. Tuttavia, Johnson completò una poesia, la prima fra quelle assegnategli come esercitazione, alla quale dedicò un tempo relativamente significativo (quello di due riletture) e che suscitò sorpresa e raccolse applausi. Jorden, colpito dall'abilità di Johnson nella composizione di versi in latino, gli chiese di fare, come esercizio durante le feste natalizie, la traduzione in latino del Messiah di Pope. Johnson ne tradusse la metà in un pomeriggio ed il resto nella mattinata successiva. La traduzione venne completata in fretta poiché Johnson sperava di trovare la protezione di qualche mecenate che lo aiutasse a superare le difficoltà finanziarie in cui si trovava mentre era a Pembroke.
Dopo che Johnson ebbe completata la traduzione, suo padre Michael Johnson, un libraio, immediatamente stampò il lavoro. In seguito fu presentata in un volume collettaneo, curato da John Husbands, precettore a Pembroke, dal titolo Miscellanea di poesie (1731).

## Messia
Il Messia di Pope si ispira alla quarta Bucolica di Virgilio nella quale è stato detto vi fosse la previsione della nascita di Cristo. Nel suo componimento, Pope fuse insieme la profezia di Isaia sulla venuta del Messia con una formulazione che riecheggia Virgilio. La traduzione latina di Johnson si basa su Virgilio assimilandone il linguaggio delle Bucoliche.

## Valutazioni
La traduzione di Johnson riscosse un immediato successo fra gli studenti di Oxford e il volume Miscellany of Poems (1731), curato da Husbands, raccolse richieste da parte della metà degli studenti iscritti al Pembroke College. Anche se quest'opera gli procurò apprezzamenti, non gli procacciò il vantaggio materiale in cui aveva sperato. La traduzione fu sottoposta all'attenzione di Pope da parte di Charles Arbuthnot, figlio di John Arbuthnot, amioco di Pope; secondo Sir John Hawkins, Pope elogiò il lavoro affermando che non era in grado di dire se fosse "l'originale" o meno.
Tuttavia, John Taylor, non fu d'accordo sulla definizione di "elogio" data a quell'episodio" ed affermò che "Pope disse che era un lavoro molto ben fatto, ma che aveva avuto già modo di leggerlo e non aggiunse altro né sull'opera né sul suo autore." In buona sostanza, non era stato Johnson a mandare per primo una copia a Pope, ma suo padre stampò l'opera prime che Johnson ne inviasse una copia a Pope, quindi era giustificata l'osservazione di Pope circa l'aver ricevuto un duplicato di quanto aveva già avuto modo di leggere. Questa possibilità è confermata dal fatto che Johnson fu "molto arrabbiato" con suo padre. Johnson disse a Taylor, "se non fosse stato suo padre [a fare questo], a quella persona gli avrebbe tagliato la gola," l'elogio da parte di Pope ci fu anche se non fu formulato in occasione della seconda lettura da parte di Pope.
A prescindere da tutto ciò, Johnson "ricevette grandi elogi" per il componimento poetico.
La critica del XX secolo ha posto l'attenzione su questa poesia considerandola un esempio della capacità di Johnson come scrittore; Walter Jackson Bate ha elogiato quest'opera e l'ha definita un "grande impegno".